# Sally Carson
Sylvia Mary Margaret Carson (1902-junio de 1941), conocida como Sally Carson, fue una escritora inglesa cuya novela Crooked Cross (Cruz torcida), publicada en 1934, presagió la amenaza nazi en Alemania. La novela fue republicada en abril de 2025 por Persephone Books.

## Trayectoria
Carson, hija de Charlotte Winstanley Stratford y Arthur Louis Carson, nació en Surrey (Inglaterra) y fue la menor de tres hermanas. El padre de Carson falleció cuando ella tenía cuatro años y su madre asumió el cuidado de la familia en el condado de Dorset.
Durante varios años Carson fue lectora editorial y profesora de danza. En esa época, acostumbraba a visitar amistades en Baviera, y fue precisamente durante una de estas visitas que escribió su obra Crooked Cross (Cruz torcida, en alusión a la esvástica símbolo de la ideología nazi). La obra fue publicada en 1934 y recibió muy buenas críticas, por lo que Carson convirtió su novela en una obra de teatro. Herbert Prentice produjo una versión dramatizada de la obra, que se estrenó en el Birmingham Repertory Theatre en 1935. Dos años más tarde, el Westminster Theatre del West End de Londres representó la obra, con Anne Firth como protagonista.
Según un artículo de 2025 en The Guardian Crooked Cross «traza la creciente desafección de un grupo de jóvenes alemanes que se sienten perdidos e ignorados, por lo que se vuelven hacia un nuevo líder autoritario» y «predijo la magnitud de la amenaza nazi.»
Posteriormente Carson escribió dos novelas más que forman una trilogía: El prisionero (1936) y Un viajero llegó (1938).
En 1938 Carson se casó en Londres con el editor Eric Humphries, hijo del cofundador homónimo de la editorial Lund Humphries. Establecieron su residencia en Thorpe, North Yorkshire y tuvieron tres hijos. Carson murió de cáncer de mama en junio de 1941, a los 38 años.

## Obras
- Crooked Cross (1934)
- The Prisoner (1936)
- A Traveller Came By (1938)